# Соломка, Юрий Анатольевич
Ю́рий Анато́льевич Соло́мка (укр. Юрій Анатолійович Соломка; 4 января 1990, Покровское, Покровский район, Днепропетровская область, УССР) — украинский футболист, нападающий.

## Биография
Родился в Покровском (Днепропетровская область). Футболом начинал заниматься там же у тренеров Виктора Гуманского и Сергея Волкова. В 13-летнем возрасте прошёл просмотр в донецком Училище Олимпийского резерва имени Сергея Бубки, после чего продолжил обучение там у тренера Сергея Георгиевича Жицкого. С 2007 года играл во второй лиге за «Титан» (Донецк). Через 2 года перешёл в соседний «Металлург», за дубль которого играл в молодёжном чемпионате Украины. С 2012 года играл в первой лиге за ПФК «Александрия», «УкрАгроКом» (Головковка) и ФК «Полтава».
10 июля 2015 года Соломка подписал двухлетний контракт с одесским ФК «Черноморец». В украинской Премьер-лиге дебютировал в матче первого тура чемпионата 2015/16 против донецкого «Олимпика», заменив в перерыве Владислава Кабаева. 17 октября 2015 года перешёл в харьковский «Гелиос».